# Superbike-VM 2007
Superbike-VM 2007 kördes över 13 omgångar och 26 heat. James Toseland tog hem titeln, innan han flyttade till MotoGP, bara ett par poäng före Noriyuki Haga.

## Delsegrare
| Omgång | Bana           | Vinnare        | Märke  | Vinnare        | Märke  |
| ------ | -------------- | -------------- | ------ | -------------- | ------ |
| 1      | Losail         | Max Biaggi     | Suzuki | James Toseland | Honda  |
| 2      | Phillip Island | Troy Bayliss   | Ducati | James Toseland | Honda  |
| 3      | Donington Park | James Toseland | Honda  | Noriyuki Haga  | Yamaha |
| 4      | Valencia       | Rubén Xaus     | Ducati | James Toseland | Honda  |
| 5      | Assen          | James Toseland | Honda  | Troy Bayliss   | Ducati |
| 6      | Monza          | Noriyuki Haga  | Yamaha | Noriyuki Haga  | Yamaha |
| 7      | Silverstone    | Troy Bayliss   | Ducati | Inställt       |        |
| 8      | Misano         | Troy Bayliss   | Ducati | Troy Bayliss   | Ducati |
| 9      | Brno           | James Toseland | Honda  | Max Biaggi     | Suzuki |
| 10     | Brands Hatch   | James Toseland | Honda  | James Toseland | Honda  |
| 11     | Lausitzring    | Noriyuki Haga  | Yamaha | Troy Bayliss   | Ducati |
| 12     | Vallelunga     | Max Biaggi     | Suzuki | Troy Bayliss   | Ducati |
| 13     | Magny-Cours    | Noriyuki Haga  | Yamaha | Noriyuki Haga  | Yamaha |

## Slutställning
| Plats | Förare          | Team     | Poäng |
| ----- | --------------- | -------- | ----- |
| 1     | James Toseland  | Honda    | 415   |
| 2     | Noriyuki Haga   | Yamaha   | 413   |
| 3     | Max Biaggi      | Suzuki   | 397   |
| 4     | Troy Bayliss    | Ducati   | 372   |
| 5     | Troy Corser     | Yamaha   | 296   |
| 6     | Rubén Xaus      | Ducati   | 201   |
| 7     | Lorenzo Lanzi   | Ducati   | 192   |
| 8     | Roberto Rolfo   | Honda    | 192   |
| 9     | Max Neukirchner | Suzuki   | 149   |
| 10    | Régis Laconi    | Kawasaki | 137   |